# Karel Stiebitz
Karel Stiebitz 1. července 1811 Bakov nad Jizerou – 12. listopadu 1887 Karlín) byl český a rakouský právník a politik, během revolučního roku 1848 poslanec Říšského sněmu.

## Biografie
Profesí byl okresním soudcem.
Během revolučního roku 1848 se zapojil i do politiky. Ve volbách roku 1848 byl zvolen na ústavodárný Říšský sněm. Zastupoval volební obvod Plasy. Uvádí se jako soudní adjunkt. Patřil ke sněmovnímu bloku pravice, do kterého náležel český politický tábor, Národní strana (staročeši).
Zemřel v listopadu 1887, ve věku 77 let.